# ترینی آلوارادو
ترینیداد «ترینی» آلوارادو (انگلیسی: Trinidad "Trini" Alvarado؛ زادهٔ ۱۰ ژانویهٔ ۱۹۶۷) هنرپیشه اهل ایالات متحده آمریکا است. وی از سال ۱۹۷۷ میلادی تاکنون مشغول فعالیت بوده‌است.

## گزیده فیلم‌شناسی
از فیلم‌ها یا برنامه‌های تلویزیونی که وی در آن نقش داشته‌است می‌توان به آثار زیر اشاره کرد.
- میدان تایمز (۱۹۸۰)
- تماشاخانه آمریکایی (۱۹۸۲)
- خانم سافل (۱۹۸۴)
- رضایت (۱۹۸۸)
- تماشاخانه آمریکایی (۱۹۹۰)
- استلا (۱۹۹۰)
- زنان کوچک (۱۹۹۴)
- خانواده پرز (۱۹۹۵)
- ترس‌آفرینان (۱۹۹۶)
- درخت کریسمس (۱۹۹۶)
- پولی (فیلم) (۱۹۹۸)
- بچه‌های کوچک (۲۰۰۶)
- همه چیزهای خوب (۲۰۱۰)